# Günter Karau

Karaus Todesanzeige im ND vom 6. Mai 1986 aufgegeben von seinem Verlag

Günter Karau (* 20. April 1929 in Berlin; † 26. April 1986 ebenda) war ein deutscher Schriftsteller, der insbesondere in der DDR durch eine Reihe von Büchern mit Themen aus der jüngeren Geschichte bekannt wurde.

## Leben
Günter Karau wurde in Berlin als Sohn einer Arbeiterfamilie geboren und machte 1947 sein Abitur an einer Oberschule.
Bis 1952 war er unter anderem als Ermittler in einer Westberliner Privatdetektei und als Polizist tätig. Im Jahr 1952 zog er nach Ostberlin, wo er zunächst als Lokalredakteur und Reporter bei der BZ am Abend arbeitete. 1964 wechselte er zur Neuen Berliner Illustrierten, wo er stellvertretender Chefredakteur war. Er schrieb politisch-publizistische Beiträge, Kurzgeschichten, Kinderbücher und Romane.
Karau verfasste unter anderem einen Agententhriller, in dem das Brettspiel Go eine wesentliche Rolle spielt: Go oder Doppelspiel im Untergrund. Dem Buch lag die gleiche Geschichte zugrunde wie dem Film Chiffriert an Chef – Ausfall Nr. 5, an dessen Drehbuch er zusammen mit seiner Ehefrau Gisela Karau und Helmut Dziuba beteiligt war.
Zusammen mit Gisela Karau schrieb er außerdem das Drehbuch zum Film Der lange Ritt zur Schule nach dem gleichnamigen Kinderbuch von Gerhard Holtz-Baumert.

## Werke (Auswahl)
- Demokratie in der DDR. Von Machtverhältnissen und gesellschaftlichen Lebensformen im sozialistischen deutschen Staat. Staatssekretariat für westdeutsche Fragen, Berlin 1968
- Schülerliebe. Roman. Verlag Neues Leben, Berlin 1972
- Der Springer mit den langen Ohren. Erzählung. In: Reimar Dänhardt (Hrsg.): Die feine Dame, der starke Bauer und der Springer mit den langen Ohren. Kinderbuch. Kinderbuchverlag Berlin, Berlin 1975
- Grândola. Reportagen aus Portugal. Mitteldeutscher Verlag, Halle (Saale) 1976 (mit Fotografien von Jochen Moll)
- Go oder Doppelspiel im Untergrund. Roman. Militärverlag der DDR, Berlin 1983, ISBN 3-327-00589-3
- Die Aussage / Günter Guillaume. Protokolliert von Günter Karau. Erlebnisbericht/Biographie. Militärverlag der DDR, Berlin 1988, ISBN 3-327-00670-9